# Johann Christian Barthel
Johann Christian Barthel, född 19 april 1776 i Plauen, död 10 juni 1831 i Altenburg, var en tysk organist, tonsättare och musikpedagog. Han var far till magikern Friedrich Anton Barthel (1818-1891).
Barthel studerade för Johann Adam Hiller vid Thomaskyrkan i Leipzig och debuterade redan som 12-åring vid en konsert i Leipzig med en pianokonsert av Mozart i närvaro av tonsättaren. Barthel har komponerat orgel- och vokalmusik.
Barthel blev, på Hillers rekommendation, kantor och musikdirektör vid hovet av Schönburg 1792–1795, i Greiz 1797–1804 samt hovorganist och musikdirektör i Altenburg 1804–1831. 
Barthel konserterade i Storkyrkan och i Ladugårdslandskyrkan i Stockholm 1825 och kom att få viss betydelse för orgelspelet i Sverige. Han invaldes den 30 april 1825 som utländsk ledamot nr. 55 av Kungliga Musikaliska Akademien.